# Rennes–Redon-vasútvonal
A Rennes–Redon-vasútvonal egy normál nyomtávolságú, 25 kV 50 Hz-cel villamosított, kétvágányú vasútvonal Franciaországban Rennes és Redon között. A vonal hossza 73,2 km, engedélyezett legnagyobb sebesség 160 km/h.